# Syzygium glomeruliferum
Syzygium glomeruliferum är en myrtenväxtart som beskrevs av Gerda Jane Hillegonda Amshoff. Syzygium glomeruliferum ingår i släktet Syzygium och familjen myrtenväxter.
Artens utbredningsområde är Java. Inga underarter finns listade i Catalogue of Life.